# بال‌نواری گلوجوگندمی
بال‌نواری گلوجوگندمی (نام علمی: Actinodura nipalensis)، گونه‌ای از پرندگان خانواده توکایان خندان است.
این گونه در امتداد بخش‌های شمالی شبه‌قاره هند، عمدتاً در هیمالیاهای شرقی، و در سراسر بوتان، هند، تبت و نپال یافت می‌شود. زیستگاه طبیعی آن جنگل‌های معتدل و جنگل‌های کوهستانی نمناک نیمه‌گرمسیری یا گرمسیری است.